# ستيفانو بيليجريني
ستيفانو بيليجريني (بالإيطالية: Stefano Pellegrini)‏ (5 أغسطس 1953 روما إيطاليا - 18 مارس 2018) هو لاعب كرة قدم إيطالي سابق كان يلعب كمهاجم.